# Samuel Sanford
Samuel Simons Sanford (* 15. März 1849 in Bridgeport; † 6. Januar 1910) war ein US-amerikanischer Pianist und Musiklehrer. Nach ihm ist eine Ehrenmedaille benannt, die von der Yale University an Personen verliehen wird, die sich um die klassische Musik Verdienste erworben haben.

## Leben
Sanford studierte Piano in New York bei William Mason, (dem Sohn Lowell Masons und der Student bei Franz Liszt und Ignaz Moscheles war). In Paris perfektionierte er sein Können unter der Anleitung Alfred Jaëlls, Louis Plaidys (Lehrer Hans von Bülows und vielen anderen), Théodore Ritters, ebenfalls ein ehemaliger Student Liszts und Édouard Batistes.
1869 lernte Sanford Anton Rubinstein als Kommilitone kennen, mit dem er zusammen in den Jahren 1872 und 1873 in den Vereinigten Staaten auf seine erste Tournee gegangen ist. Ignacy Jan Paderewski änderte den Stil seiner Klavierdarbietungen, nachdem er Sanford spielen gehört hatte, und beschrieb Sanford „als die musikalisch begabteste Person, die er jemals kennengelernt hatte“.
Die Gebrüder Walter und Frank Damrosch sowie Theodore Thomas wurden von Sanford auf die Kompositionen Edward Elgars aufmerksam gemacht und auf sein Betreiben bekam Edward Elgar 1905 die Ehrendoktorwürde in Musik der Yale University verliehen. Während der Verleihungszeremonie am 28. Juni kam es zur Aufführung von Elgars Pomp and Circumstance March No. 1, das übliche feierliche Procedere bei Anlässen dieser Art. Noch im selben Jahr revanchierte sich Elgar bei Sanford mit der Komposition von Introduction and Allegro.
1894 nahm Sanford zusammen mit Horatio Parker eine Professur an der Fakultät für Applied Music an, während Parker im Fach Musiktheorie unterrichtete.
Da Sanford vermögend war, verzichtete er während seiner 16-jährigen Tätigkeit auf alle die ihm an der Universität zustehenden Einkommen.
Am 16. Januar 1910 starb er nach einer längeren Krankheit an seinem Wohnsitz.

## Sanford Medaille
1972 stiftete die Yale-Universität die Samuel Simons Sanford Medaille (umgangssprachlich Sanford Medaille oder englisch Sanford Medal genannt), die an Künstler verliehen wird, die als Interpreten besondere Leistungen zeigten oder aber auch an Personen, die sich um die klassische Musik insgesamt verdient gemacht haben. Eine Auswahl der Personen oder Gruppen, denen die Medaille verliehen worden ist:
- 1975: Doriot Anthony Dwyer[6]
- 1983: Louis Krasner[7]
- 1983: Maureen Forrester[8][9]
- 1991: Richard F. French[10]
- 1997: Dorothy DeLay[11]
- 1999: Keith Wilson
- 2000: H.M. King Bhumibol Adulyadej of Thailand[12]
- 2002: Lili Chookasian[13]
- 2003: Andrew Litton
- 2005: Robert Blocker[14]
- 2005: Richard Stoltzman[15]
- 2010: Vivian Perlis[16]
- 2013: Willie Ruff[17]
- Emanuel Ax,[18] Pierre Boulez,[18] Aaron Copland,[18] Richard Goode, Marilyn Horne,[18] Sherrill Milnes,[18] Eugene Ormandy, Mstislav Rostropovich,[18] Robert Shaw,[19] Sir Georg Solti,[18] Randall Thompson, and Virgil Thomson.[18]